# Realismo estratégico
Realismo estratégico é uma teoria de relações internacionais associada a Thomas Schelling.